# Аллен, Джавориус
Джавориус «Бак» Аллен (англ. Javorius «Buck» Allen, 27 августа 1991, Таллахасси) — американский футболист, раннинбек команды «Балтимор Рэйвенс».

## Карьера
Джавориус учился в старшей школе Линкольн в Таллахасси, играл за школьную футбольную команду. Предпоследний сезон он пропустил из-за перелома ноги, полученного при ловле мяча. После восстановления, в выпускном классе он набрал за сезон 1 500 ярдов на выносе и помог школьной команде выиграть чемпионат штата. В феврале 2011 года Аллен поступил в Университет Южной Калифорнии, выбрав основным направлением учёбы социологию. В первый год обучения по правилам NCAA он не мог выступать за команду и занимался учёбой, с которой испытывал сложности. После предсезонной подготовки в 2012 году Джавориус не смог закрепиться в основном составе и сыграл всего в трёх играх. В сентябре 2013 года главный тренер команды Лейн Киффин был уволен из-за плохих результатов и его заменил Эд Орджерон. Новый тренер дал шанс проявить себя всем игрокам команды и 10 октября, в игре с «Аризоной», Аллен занёс два тачдауна. Окончательно ему помогли травмы конкурентов за место в составе Тре Мэддена и Джастина Дэвиса. Одновременно с этим улучшилась и успеваемость Джавориуса.
Всего в сезоне 2013 года Аллен набрал 785 выносных ярдов и заработал 14 тачдаунов. По итогам года он был признан самым ценным игроком команды. В следующем чемпионате в его активе была 1 489 ярдов, 41 принятый пас и 12 тачдаунов. В январе 2015 года Джавориус объявил о своём участии в драфте НФЛ, отказавшись от последнего года обучения. В четвёртом раунде под общим 125 номером его выбрали «Балтимор Рэйвенс», рассчитывавшие что он составит конкуренцию ветерану Джастину Форсетту и выбранному на драфте годом ранее Лоренцо Тальяферро.
Сезон 2015 года Аллен начал в статусе запасного и получил шанс проявить себя после того, как Форсетт сломал руку. Ни в одной из шестнадцати игр регулярного чемпионата Джавориус не смог набрать больше ста ярдов на выносе, хотя и провёл удачные игры с «Майами Долфинс» и «Питтсбург Стилерз». В предпоследнем туре в матче с «Канзас-Сити Чифс» фамбл Аллена привёл к тачдауну соперников, после чего главный тренер команды Джон Харбо снял его с игры. Через неделю, в игре с «Питтсбургом», он заработал первый выносной тачдаун в карьере в НФЛ.
Перед стартом сезона 2016 «Рэйвенс» усилили позицию раннинбека свободным агентом Террансом Уэстом и задрафтованным Кеннетом Диксоном. Аллен большую часть чемпионата провёл в запасе, закончив год с 34 ярдами на выносе. Самым запоминающимся моментом в его исполнении стал заблокированный пант в игре со «Стилерз», после чего новичок команды Крис Мур занёс тачдаун.
В 2017 году Джавориус получил больше игрового времени из-за травм Уэста, Диксона и Дэнни Вудхеда, но в борьбе за роль основного раннинбека уступил Алексу Коллинзу. За год он набрал 591 ярд на выносе и 250 ярдов на приёме, занеся четыре тачдауна.